# Baker-császárgalamb
A Baker-császárgalamb vagy vanatui császárgalamb (Ducula bakeri) a madarak osztályának galambalakúak (Columbiformes) rendjébe és a galambfélék (Columbidae) családjába tartozó faj.
Magyar neve forrással nem megerősített, lehet, hogy az angol név tükörfordítása (Baker's Imperial-pigeon, Vanuatu Imperial-pigeon).
Tudományos nevét John Randal Baker angol zoológusról kapta.

## Előfordulása
Vanuatu területén honos. Élőhelyét leginkább hegyvidéki erdők alkotják, de előfordul síkságokon is. 

## Megjelenése
A Baker-császárgalamb testhossza körülbelül 40 cm. A fej és a tarkó a kormos kék-szürke, és a nyak sötét lilás-bordó. A szemek sárgák, a csőr fekete, a láb rózsaszínes-vörös. A tojó egy kicsit kisebb és tompább színezetű, mint a hím. 

## Életmódja
A Baker-császárgalamb általában egyedül vagy párban él a lombkorona szinten, néha kicsi csoportokat alkotnak. Igen óvatos madár, nehéz rátalálni. Frugivore, vagyis gyümölcsökkel táplálkozik, cserjék termései, szőlő a fő tápláléka. A szigeteken belül nagy távolságokat megtesz az élelem keresése közben. Hívása erőteljes, ismétlődő twoo-too-too-too-too. 

## Természetvédelmi státusza
A faj populációját a becslések szerint 2500–9999 érett egyed alkotja, vagyis összesen 3500–15 000 madár. Az állomány valószínűleg csökken, mivel az erdőgazdálkodás és a vadászat erősen veszélyezteti. Az IUCN sebezhető fajként értékelte, mert a kis, elszórt állomány miatt valószínűleg csökken. 